# Clara Franco
Clara María de los Ángeles Franco Riquelme (San José de los Arroyos, 25 de septiembre de 1977), más conocida como Clara Franco, es una actriz, conductora de televisión, humorista, imitadora y cantante paraguaya. Fue parte del primer programa de entretenimiento de Telefuturo denominado Casino Hotel, en donde nació también uno de sus personajes más conocidos: La Yuyera.
Estuvo en casi todos los programas en Telefuturo y en otros canales y tuvo también muchas obras teatrales como: Divas vs. Divus, Risaterapia (temporadas 1, 2 y 3).

## Trayectoria
Clara Franco comenzó debutando en la TV argentina, siendo parte del talentoso crew de actores cómicos dirigidos por Leonardo Bechini en la serie Cazados.
Estudió declamación y teatro desde los 3 años. Formó con su hermana Montserrat un dúo folklórico, y en la actualidad, es vocalista del grupo Caiobá. Se inició en televisión en el personal de Me cargo de risa, con los personajes Hugo Eusebio y La Yuyera. Afianzada en Telefuturo, y en el programa Telecomio hizo reír a personas, junto a los actores, Walter Evers y Gustavo Cabaña.
En 2015, participó en concursos de canto en Parodiando donde interpretó a El Monchi Papá, Adele, Ana Gabriel, Paquita la del barrio y otros. Asimismo, fue la ganadora como bailarina en el certamen de Baila Conmigo Paraguay junto con su compañero de baile y teatro, Gustavo Cabaña.
Años después, tuvo participación en otros programas como Shopping del Humor, Claricaturas, Cantando por un Sueño, Matrimonios y algo más, Tu día de suerte, Baila Conmigo Paraguay, en Teatro Revista participa en Habemus locus, Divas vs. Divos, Risaterapia 2 y otros. Clara también participó en cortos y películas nacionales.

### Programa de televisión
| Año                         | Programa               | Canal      |
| --------------------------- | ---------------------- | ---------- |
| 1998-2000                   | Casino hotel           | Telefuturo |
| 2000-2003                   | Me cargo de risa       | Telefuturo |
| 2003-2005, 2008 y 2010-2011 | Telecomio              | Telefuturo |
| 2004-2005                   | Shopping del humor     | Telefuturo |
| 2006                        | Claricaturas           | Telefuturo |
| 2007                        | Cantando por un sueño  | Telefuturo |
| 2009                        | Matrimonios y algo más | Telefuturo |
| 2011-2015                   | Baila conmigo Paraguay | Telefuturo |
| 2014                        | Pequeños gigantes      | Telefuturo |
| 2015                        | Cazados                | América TV |
| 2015                        | Parodiando             | Telefuturo |
| 2016                        | Vale todo              | Latele     |
| 2015-2019                   | Vive La Vida           | Telefuturo |
| 2019                        | Telembopi              | Telefuturo |
| 2017-presente               | Vive la Tarde          | Telefuturo |
| 2021                        | Canta conmigo Paraguay | Telefuturo |

## Teatro
| Año  | Obra                             |
| ---- | -------------------------------- |
| 2024 | Los verdaderos “Viudo por error” |
| 2023 | Los verdaderos                   |
| 2017 | Falladas                         |
| 2015 | Habemus Locus                    |
| 2011 | Divas vs Divus                   |
| 2011 | Risaterapia 2                    |

### Personajes
- La Yuyera
- Ña Armi
- Ronchi
- Hugo Eusebio